# Stoughton, Wisconsin
Stoughton là một thành phố thuộc quận Dane, tiểu bang Wisconsin, Hoa Kỳ. Năm 2000, dân số của thành phố này là 12354 người.